# Massacre d'al-Soukhna
Le massacre d'al-Soukhna a  lieu le 17 février 2023, lors de la guerre civile syrienne.

## Déroulement
Le 17 février 2023, un groupe de djihadistes à motos affiliés à l'État islamique attaque un grand groupe de producteurs de truffes et leur escorte de l'armée syrienne dans le désert au sud-est de la ville d'Al-Soukhna, dans le gouvernorat de Homs. 
Selon l'AFP, « la récolte des truffes peut représenter un gagne-pain très intéressant ». Le kilo de truffes peut coûter de 5 à 25 $, alors que le salaire mensuel moyen en Syrie est d'environ 18 $. Elles ne peuvent être ramassées qu'à la saison des pluies, entre février et avril.
Une autre attaque menée le 11 février dans la même région avait déjà fait 16 morts et une soixantaine d'enlèvements, selon l'OSDH.

## Bilan humain
Selon l'Observatoire syrien des droits de l'homme (OSDH), au moins 61 civils et 7 soldats du régime syrien sont tués dans l'attaque. Il s'agit de l'une des attaques les plus meurtrières depuis les attaques de Soueïda en 2018,,,.
Selon la radio progouvernementale syrienne, Cham FM, le directeur de l'hôpital de Palmyre, Walid Audi, où ont été amenés les corps des victimes, confirme que sept soldats syriens figuraient parmi les tués.